# Finance Innovation
 (août 2020).
 (juillet 2021).
Finance Innovation est l'un des sept pôles de compétitivité, sur les 71 pôles de compétitivité labellisés par le CIACT en France. Il est  spécialisé dans l'innovation en finance. 
Ses membres fondateurs sont la Fédération bancaire française, la Fédération française des sociétés d'assurances, l'Association française de gestion, la chambre de commerce et d'industrie de Paris, NYSE Euronext, la mairie de Paris et la Région Île-de-France.

## Présentation
Depuis juillet 2007, Finance Innovation cherche à faire de Paris la plateforme de l’information financière européenne, à favoriser la recherche financière et le financement des PME, comme à accroître le rôle de la finance dans l’innovation sociale et environnementale (finance carbone, indices climatiques, micro-finances).
Le pôle regroupe des grandes entreprises, des PME, des universités et grandes écoles, des associations professionnelles et des collectivités territoriales.
Le pôle a publié plusieurs livres blancs et participé à plusieurs études.

## Gouvernance
Un comité exécutif est composé (au 25/08/2020) entre autres de Bernard Gainnier, président PWC France et Afrique francophone, président du pôle Finance Innovation, Ronan Le Moal, vice-président chargé de la filière banque du pôle Finance Innovation.